# Lobbování

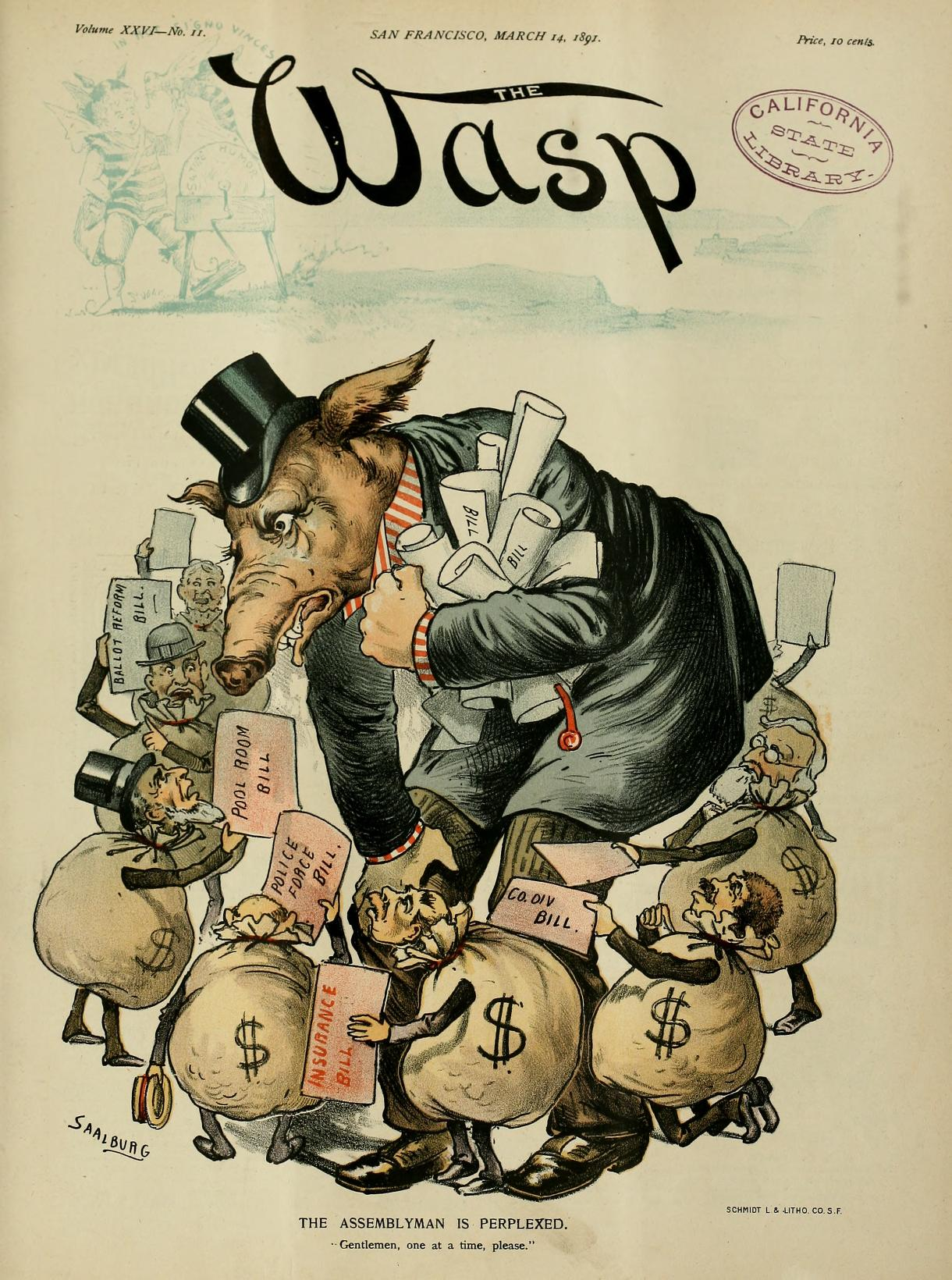

Lobbování (z angl. lobby, původně předsálí, předsíň, v přeneseném smyslu zájmová skupina) je soustavné prosazování skupinových zájmů zejména u orgánů státu a jeho představitelů (politiků a úředníků), ale v obecném smyslu také v médiích (mediální lobbing) a v široké veřejnosti. Lobbování je součástí oboru public affairs, tzv. managementu veřejných záležitostí, prováděné firmami (in-house lobbisté), oborovými asociacemi, agenturami a konzultačními společnostmi či právníky. Vedle subjektů prosazujících své komerční zájmy provádějí lobbing rovněž některé nevládní organizace, odbory a další instituce občanské společnosti.

## Původ pojmu a definice
Název se patrně odvozuje od prastarého zvyku, že se prosebníci (římští klienti) shromažďovali v předsíni vlivných osob, panovníků a později i poslanců apod. V historických společnostech se tedy jednalo o způsob, jak se poddaní a podřízení snažili ovlivnit rozhodování mocnějších ve svůj prospěch, případně ve prospěch své skupiny. Podobně se tomu tak dělo v předsálí Kongresu USA (lobby), kde občané kontaktovali své kongresmany. Přestože se traduje, že poprvé slovo "lobbing" použil americký prezident Ulysses Grant, jeho použití v podobném smyslu se datuje již do 17. století a do britského parlamentu. V moderních demokratických státech, kde se státní moc chápe jako delegovaná občany ve volbách a zprostředkovaná volenými zástupci (např. poslanci), je styk poslanců s voliči nezbytný a žádoucí. Je ústavně zaručen jako petiční právo. Proto mají volení funkcionáři a poslanci své kanceláře a hodiny pro veřejnost.
Samotný lobbing upravuje spousta definicí, odborná literatura nejčastěji pracuje s tou od Luigiho Graziana: „Lobbing je specializovaná a odborná reprezentace prostřednictvím široké škály prostředků, které v zásadě vylučují korupční výměnu služeb, ve své povaze velmi odlišná od obecné nespecializované reprezentace, kterou zajišťují volení zástupci. Jako reprezentant partikulárních zájmů lobbista dodává informace a technicko-odborné expertizy, které mohou být užitečné a někdy rozhodující při definování legislativní a správní regulace.“
Lobbing tedy představuje jakési poskytování informací, analýz, argumentů, kontextu, které by svou hodnotou měly přispět v zákonodárném, ale i exekutivním procesu. Je nedílným prvkem teorie pluralismu a demokratické společnosti řešící složité a komplexní politické problémy. V demokratických společnostech může přispívat k vylepšování přijímaných regulatorních opatření či pomáhat při samotné tvorbě jednotlivých politik.

## Dělení lobbingu
Z politologického hlediska lze lobbování podle typu adresáta dělit na složku:
1. Výkonnou - jedná se většinou o krátkodobé zájmy (např. jmenování do funkce, správní rozhodnutí, reputační lobbing apod.).
2. Zákonodárnou - účelem zpravidla bývá dlouhodobější změna v systému (zákony a vyhlášky).
3. Soudní - jedná se o ovlivňování soudních rozhodnutí (zejména v anglosaském právním systému).
4. Volební - nejčastějším předmětem je získávání finančních prostředků na volební kampaně (týká se převážně USA).[2], sponzoring politických kampaní se děje i v Česku.

## Lobbování a korupce
Existuje poměrně tenká hranice, kdy ovlivňování může přejít v korupci, tj. zneužívání svěřené pravomoci k soukromému či skupinovému prospěchu. Pokud jsou lobbovanému (politik, úředník, regulátor) nabízeny nebo slibovány jakékoliv materiální i nemateriální výhody, lze již hovořit o překročení takové hranice (viz diskuse nad kauzou trafik pro poslance za vlády Petra Nečase).
Základním znakem korupce je poskytování výhod tomu, kdo rozhoduje, jako protislužby za jeho rozhodnutí. “Korupcí je, když osoba zastupující veřejný zájem jedná s vidinou osobního prospěchu místo toho, aby prosazovala nejlepší možné řešení ve prospěch občanů,” píší autoři inspirativní brožury o korupci Ondřej Vondráček a Marek Havrda (Vondráček, Ondřej - Havrda, Marek: Korupce jako parazit. Návod jak ji porazit. Praha 2013). České trestní právo (zákon č. 40/2009 Sb., trestní zákoník) postihuje korupční trestné činy - přijetí úplatku (§ 331), podplácení (§ 332), nepřímé úplatkářství (§ 333), zneužití pravomoci úřední osoby (§ 329), zneužití informace a postavení v obchodním styku (§ 255), sjednání výhody při zadání veřejné zakázky, při veřejné soutěži a veřejné dražbě (§ 256) nebo pletichy při zadání veřejné zakázky a při veřejné soutěži (§ 257).
Protože nebezpečí korupčního ovlivňování funkcionářů státu roste s růstem jeho politické a hospodářské moci, snaží se mu některé moderní státy čelit tím, že lobbování regulují zákony. Tak v USA i ve Velké Británii existují seznamy oprávněných lobbistů, kteří zastupují jisté zájmové skupiny. Podobnou úpravu má i Polsko, Litva a další země (studie Parlamentního institutu). Registrace lobbistů funguje při institucích Evropské unie prostřednictvím Rejstříku Transparentnosti EU.

## Etické rozměry lobbingu
Všichni lobbisté by měli při svých aktivitách dodržovat určité etické zásady. Obecně platí, že lobbista by měl být vždy schopen odpovědět na tři následující otázky: Kdo jste a koho zastupujete a za čí peníze?, Jaká je struktura vaší organizace/firmy?, Co konkrétně chcete změnit a jakým způsobem toho chcete dosáhnout?
Existují dva přístupy k regulaci lobbování – zákonná regulace a oborová, tzv. samoregulace, případně kombinace obou přístupů.
a) Zákonná regulace je založena na existenci legislativního rámce, který definuje lobbing a určuje pravidla pro jeho činnost. Zákon může stanovit tzv. registrační povinnost lobbistů, tj. závazek politických poradců zapsat se do centrálního a veřejného seznamu lobbistů.
b) Samoregulace - jejím nástrojem bývá samoregulační orgán (nejčastěji asociace sdružující profesionální politické poradce – jednotlivce či agentury), který sám určuje standardy lobbingu. Asociace uplatňují etický kodex – soubor závazných pravidel chování při lobbování. Závazek respektování etického kodexu založeného na čestném a transparentním lobbování je podmínkou členství v asociaci. V případě porušení těchto pravidel mohou být lobbisté či public affairs agentury sankcionováni, případně vyloučeni z asociace.
Celá řada států a organizací vytvořila etické kodexy, k nimž se lobbisté musí povinně přihlásit - např. Velká Británie (zde), ČR (APAA), ale doporučení vydala také Rada Evropy. Lobbisté, registrovaní při některých institucích Evropské unie v tzv. Rejstříku transparentnosti, se například zavazují k Etickému kodexu  obsahující mj. následující:
1. Obecné principy - lobbisté se budou chovat čestně a poctivě k zaměstnancům i konkurentům a vyvarují se jakéhokoli jednání, které by mohlo být považováno za korupční.
2. Transparentnost a otevřenost - absolutní otevřenost vlastní osoby, společnosti i skupiny, kterou lobbista zastupuje, úmyslně nemást osoby, u nichž je lobbing prováděn, zákaz rozšiřování nepravdivých, polopravdivých, zkreslených, neověřených či neověřitelných zpráv a zvěstí.
3. Důvěrnost - veškeré informace, které lobbista při své činnosti získá (ne pouze utajené) nebude šířit třetím osobám, není-li to nezbytně nutné.
4. Konflikt zájmů - jakýkoliv střet zájmů se v profesním životě zcela zakazuje. Nastane-li, lobbista jej neprodleně vyřeší nebo své lobbovací činnosti zanechá.
5. Zaměstnávání bývalých pracovníků institucí EU - zvláštní dodatky upraví, které z nich a za jakých podmínek je možno zaměstnat (tyto podmínky jsou však všeobecně vnímány jako přísné).
6. Finanční pobídky - lobbista nesmí úředníkovi poskytnout jakoukoli finanční pobídku, majetkový ani jiný prospěch či zvýhodnění. Za jedinou výjimku je považováno občerstvení ve standardní kvalitě a rozsahu.[4]

V České republice existuje Etický kodex, který je závazný pouze pro členy Asociace Public Affairs Agentur (APAA), která sdružuje profesionální lobbistické firmy. V Česku se diskutuje o možné regulaci lobbingu více než 15 let, ale zatím všechny legislativní pokusy selhaly a zákonná pravidla nejsou.

## Lobbing v zahraničí
Zeměmi s nejdelší tradicí lobbingu jsou Spojené státy americké a Spojené království. Spojené státy jsou zároveň největším centrem lobbistů. Ve Washingtonu D. C. jich je registrovaných přibližně 12 tisíc. Lobbing je zde uplatňován na základě regulačního přístupu, který je založen na povinném registru lobbistů.
Vedle USA jsou dalšími zeměmi uplatňujícími regulační přístup Spojené království, Austrálie, Kanada, Polsko, Německo, Maďarsko, Tchaj-wan a Litva. Zákonná regulace zahrnuje vedle povinnosti lobbistů registrovat se také pravidelné zveřejňování lobbistických kontaktů a jejich činnosti.
Neregulační přístup funguje například ve Španělsku, v Dánském království a Norském království. Systém regulace lobbování je zde založen na seberegulaci. Nástrojem regulace jsou asociace lobbistů, jež sdružují profesionální politické poradce – jednotlivce nebo agentury. Asociace uplatňují etický kodex, v němž se jednotliví lobbisté či public affairs agentury, zavazují při výkonu své činnosti jednat čestným a transparentním způsobem.
Ve Spojeném království Velké Británie a Severního Irska na začátku roku 2014 prošla legislativní změna a zákon o lobbingu vstoupil v platnost.

## Lobbing v Evropské unii
Lobbing je při institucích Evropské unie velice rozšířeným fenoménem (více zde), do kterého zástupci národních i nadnárodních společností každoročně investují nemalé finanční prostředky. Počet tamních lobbistů zapsaných v tzv. Rejstříku transparentnosti EU činí v roce 2019 necelých 12 tisíc, z nichž přibližně polovinu tvoří interní lobbisté jednotlivých firem (5969), třetinu nevládní organizace (3162) a desetinu profesionální poradenské společnosti včetně právních kanceláří (1191) . Mezi mezinárodní public affairs agentury, které působí v institucích EU a zároveň mají zastoupení v ČR, se řadí například Fleishman-Hillard či Weber Shandwick.
Vůbec nejvyšší výdaje na lobbisty, pracující v Bruselu a Štrasburku, vykazuje společnost Google, která do lobbingu ročně investuje zhruba šest milionů eur. Dále následuje Facebook a Microsoft. Méně investují Apple, Huawei, Amazon, Shell Companies, ExxonMobil Petroleum & Chemical, Bayer AG, BASF SE, Dow Europe GmbH, Siemens AG, BP p.l.c. a DAB Italia s.c.p.a..
Nejvýše postavenou českou společností v žebříčku nákladů na lobbisty je Notino s.r.o. s ročním výdajem necelých tři sta tisíc eur.  Archivováno 27. 2. 2019 na Wayback Machine.

### Lobbování v USA
- (anglicky) LobbyWatch – portál o lobbistech a lobbování
- (anglicky) Sourcewatch
- (anglicky) U.S. Senate Office of Public Records – databáze registrovaných lobbistů
- (anglicky) 'Lobbying' na OpenSecrets.org
- (anglicky) NoLobby.com
- (anglicky) Free Speech: obhajoba lobbismu jakožto petičního práva

### Lobbování v Evropě
- (anglicky) Alliance for Lobbying Transparency and Ethics Regulation (ALTER-EU)
- (anglicky) Corporate Europe Observatory (CEO)
- (anglicky) Spinwatch